# Ганаем, Ихаб
Ихаб Ганаем (ивр. איהאב גנאים‎; род. 11 июня 1996, Сахнин, Израиль) — израильский футболист, полузащитник клуба «Хапоэль» Тель-Авив.

## Карьера
Футбольную карьеру начал в 2016 году в составе клуба «Бней Сахнин». 27 августа 2016 года в матче против клуба «Маккаби» Хайфа дебютировал в чемпионате Израиля (1:0).
26 июля 2023 года подписал контракт с клубом «Актобе».

## Достижения
«Бней Сахнин»
- Серебряный призёр Лиги Леумит: 2019/20
- Финалист кубка Тото лиги Хааль: 2020/21
- Финалист кубка Тото лиги Леумит: 2019/2020

«Актобе»
- Бронзовый призёр чемпионата Казахстана: 2023

## Клубная статистика
| Игровая карьера | Игровая карьера | Игровая карьера | Лига | Лига | Кубок | Кубок | Межд. | Межд. | Др. | Др. |
| --------------- | --------------- | --------------- | ---- | ---- | ----- | ----- | ----- | ----- | --- | --- |
| 2019/20         | Бней Сахнин     | Б               | 34   | 2    | 2     | 0     | —     | —     | —   | —   |
| 2020/21         | Бней Сахнин     | А               | 31   | 2    | 3     | 0     | —     | —     | —   | —   |
| 2021/22         | Бней Сахнин     | А               | 31   | 0    | 1     | 0     | —     | —     | —   | —   |
| 2022/23         | Бней Сахнин     | А               | 27   | 0    | 2     | 0     | —     | —     | —   | —   |
| 2023            | Актобе          | А               | 7    | 0    | —     | —     | 1     | 0     | —   | —   |